# Slaget ved Muret
Ved Slaget ved Muret 12. september 1213 slog Simon de Montforts korshær Peter 2. af Aragoniens styrker.

## Baggrund
Simon de Montfort var anfører for det Albigensiske korstog, der skulle udrydde katharismen i Sydfrankrig. Han invaderede Toulouse og sendte grev Raymond IV af Toulouse i eksil. Grev Raymond søgte hjælp hos sin svoger, Kong Peter 2. af Aragonien (og greve af Barcelona), som følte sig truet af Montforts erobringer i Languedoc. Peter besluttede at krydse Pyrenæerne og gøre op med Montfort ved Muret.
Den 10. september ankom Peters hær til Muret, hvor militsen fra Toulouse sluttede sig til ham. Raymond foreslog, at man i stedet for at indlede et slag skulle belejre korsfarerne og på den måde sulte dem ud. Peter afviste forslaget som uridderligt og ufint. I stedet besluttede han at placere sin hær således, at dens højre flanke blev beskyttet af Saudrune-floden og den venstre af en marsk. Han overlod det til hæren fra Toulouse at angribe byens mure.

## Slaget
Simon de Montfort anførte en hær på 800 franske korsfarere sammen med en lille gruppe riddere, som hans allierede, vicomten af Corbeil, havde medbragt. Kong Peter af Aragonien rådede over 800-1000 kavalerister samt militsen fra Toulouse og hære, ledet af greverne af Comminges og Foix.
Montfort delte sin hær i tre eskadroner og førte dem over floden Garonne for at møde den aragonske hær. Kong Peter red i spidsen i en almindelig soldats rustning i stedet for sin kongelige rustning. Da Montforts første eskadron angreb, blev det aragonske kavaleri knust og Peter selv kastet af hesten. Han råbte: "Jeg er kongen" men blev dræbt alligevel. Da det gik op for de aragonske styrker, at deres konge var blevet dræbt, flygtede de i panik forfulgt af Montforts korsfarere.